# Landgericht Bayreuth

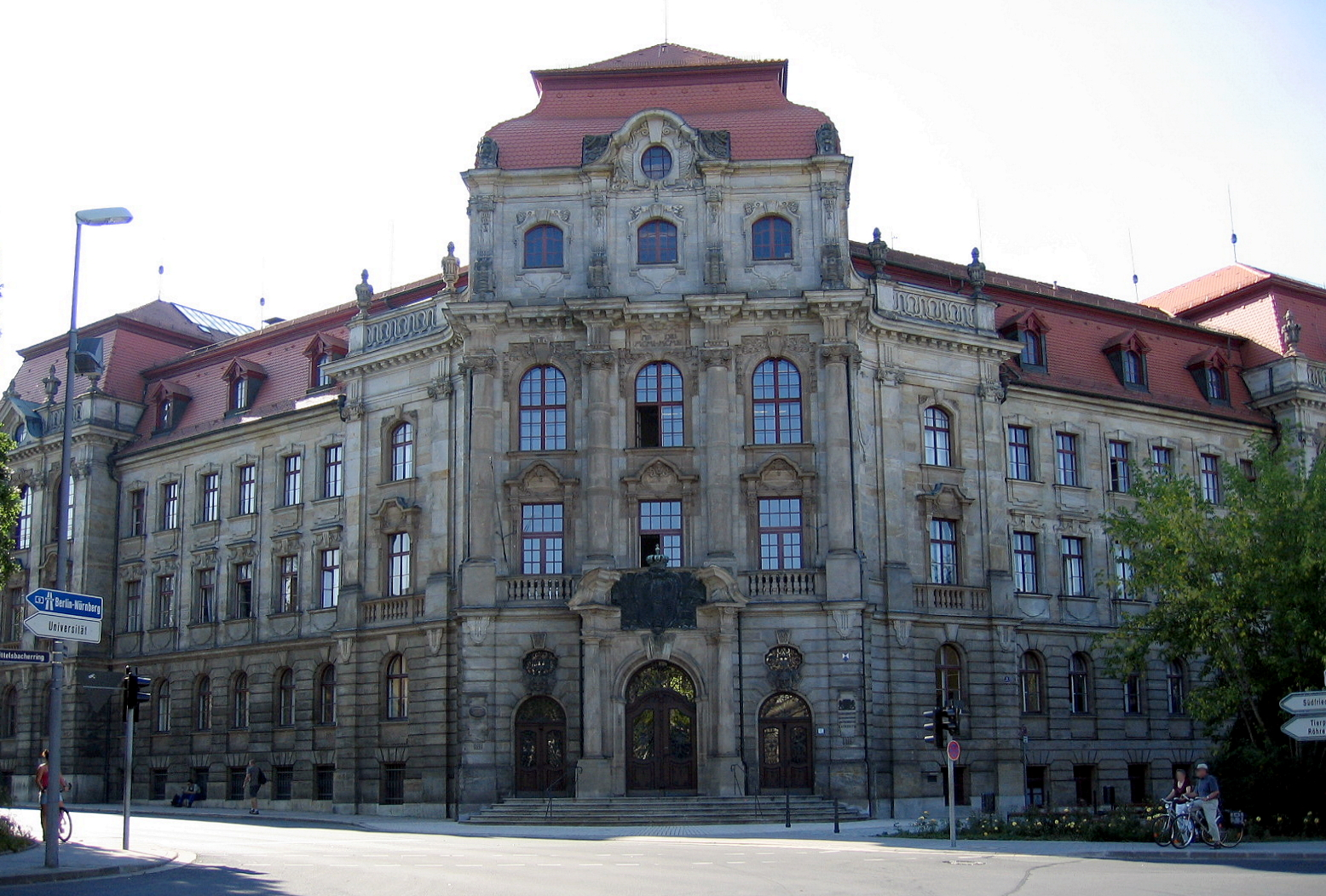
Justizpalast (2005)

Das Landgericht Bayreuth ist ein Gericht der ordentlichen Gerichtsbarkeit. Es ist eines von 22 Landgerichten im Freistaat Bayern.

## Landgerichtsbezirk
Der Bezirk des Landgerichts (LG) Bayreuth erstreckt sich neben der kreisfreien Stadt Bayreuth auf die Landkreise Bayreuth und Kulmbach.

## Über- und nachgeordnete Gerichte
Das Landgericht Bayreuth ist eines von sieben Landgerichten, denen das Oberlandesgericht Bamberg übergeordnet ist. Nachgeordnet sind die Amtsgerichte in Bayreuth und Kulmbach.

## Geschichte
Im Jahre 1812 wurde in Bayreuth ein eigenes Landgericht Bayreuth (älterer Ordnung) gebildet, seit 1857 bestand auch ein Bezirksgericht. 1879 wurde nach dem reichseinheitlichen Gerichtsverfassungsgesetz von 1877 das damalige Landgericht älterer Ordnung in das Amtsgericht Bayreuth umgewandelt, aus dem Bezirksgericht Bayreuth wurde das neue Landgericht.

## Landesarbeitsgericht Bayreuth
Gemäß Arbeitsgerichtsgesetz vom 23. Dezember 1926 wurden in Deutschland Arbeitsgerichte gebildet. Diese waren nur in der ersten Instanz organisatorisch selbstständige Gerichte, die Landesarbeitsgerichte waren den Landgerichten zugeordnet. Am Landgericht Bayreuth entstand so 1927 das Landesarbeitsgericht Bayreuth als eines von 23 Landesarbeitsgerichten in Bayern. Sein Sprengel umfasste die Arbeitsgerichte Bayreuth, Berneck, Kulmbach und Pegnitz. Das Landesarbeitsgericht Bayreuth wurde zum 1. Januar 1930 aufgehoben, da die Zahl der Landesarbeitsgerichte auf sieben reduziert wurde. Die Aufgaben übernahm das Landesarbeitsgericht Bamberg.

## Gerichtsgebäude
Das Gericht ist im Justizpalast am Wittelsbacherring 22 untergebracht, der am 15. Dezember 1904 eingeweiht wurde. Das Gebäude wurde ab 1901 im historisierenden Jugendstil errichtet, die Fassade wurde am 12. Dezember 1984 in das Verzeichnis der geschützten Kulturgüter der Haager Konvention aufgenommen.
Im Justizpalast sind auch die Staatsanwaltschaft und Teile des Amtsgerichts Bayreuth untergebracht. Wegen Raummangels wurden in jüngerer Zeit Geschäftsbereiche auf drei weitere Gebäude in der nahen Umgebung ausgelagert.

## Bekannte Verfahren
Folgende Verfahren am Landgericht Bayreuth haben überregional Aufmerksamkeit erregt:
- Strafsache Gustl Mollath (Strafvollstreckungskammer)
- Fall Peggy Knobloch (Wiederaufnahmeverfahren)